# Irene Schade
Irene Schade (* 1929), Deckname Eva, ist eine ehemalige deutsche Spionin, Inoffizielle Mitarbeiterin des Ministeriums für Staatssicherheit (MfS) und Mitarbeiterin im Niedersächsischen Innenministerium.

## Leben
Schade war zusammen mit ihrem Ehemann Karl-Heinz 1951 aus der Deutschen Demokratischen Republik (DDR) geflüchtet. Sie war von 1965 bis 1989 für das MfS tätig, wurde von der Abteilung XV der MfS-Bezirksverwaltung Halle unter dem Decknamen Eva geführt und hatte die Registriernummer XV/1362/65. Die Abteilungen XV in den Bezirksverwaltungen des MfS unterstanden fachlich der Hauptverwaltung A (HVA), dem Auslandsgeheimdienst der DDR. Angeworben wurde sie 1965 bei einem Verwandtenbesuch in Thüringen in der DDR. 1968 wurde sie im Innenministerium des Landes Niedersachsen in Hannover Sekretärin und war ab 1977 Verwalterin der Geheim-Registratur.
Dort war Schade eine unscheinbare Spitzen-Quelle des MfS. Sie hatte Zugang zu allen Verschlusssachen-Vorgängen und beschaffte für das MfS große Teile des mit dem Geheimhaltungsgrad STRENG GEHEIM eingestuften Zivilen Alarmplans, der in seiner Gesamtheit nur wenigen Behörden zugänglich war. Dieses Dokument regelte, wie im Verteidigungsfall die Bevölkerung zu schützen sei, und sah auch Schutzvorkehrungen für den Staat und die Regierung vor. Weiterhin lieferte sie als NATO Confidental (entspricht dem deutschen VS-VERTRAULICH) eingestufte Dokumente der Northern Army Group der NATO, die Details wie Namen und Organigramme der NATO-Stabsrahmenübung WINTEX enthielten. Aus ihnen war auch zu ersehen, an welchen Orten es Verteidigungseinrichtungen der Bundeswehr gab. Die Verschlusssachen trug Schade eingerollt in ihrer Handtasche aus dem Ministerium, um sie abzufotografieren. Am nächsten Tag brachte sie sie zurück. Taschenkontrollen fanden im Ministerium nicht statt. Ein Angebot an mehrere Mitarbeiter des Innenministeriums für einen Vorruhestand mit sogar mehr Geld als im aktiven Dienst schlug sie als einzige aus, mutmaßlich, um ihre Agententätigkeit fortsetzen zu können.
Auch ihr Ehemann spionierte für das MfS und war in der Personalabteilung des niedersächsischen Innenministeriums tätig.
Irene Schades Informationen wurden von 1978 bis 1988 69-mal mit der Höchstnote I („sehr wertvoll“) bewertet, wie aus der SIRA-Datenbank hervorgeht. Damit war sie nach Alfred Spuhler, Rainer Rupp und Wolf-Heinrich Prellwitz die HVA-Quelle mit den meisten Spitzenbewertungen im Bereich der Militärspionage. Sie trug dazu bei, die Verteidigungsfähigkeit der Bundesrepublik Deutschland im Kalten Krieg drastisch herabzusetzen.
Schades Instrukteurin war eine Anna K. und ihre Führungsoffiziere Udo Kirmse und Bernd Trögel. Letzterer war Schwiegersohn von HVA-Chef Markus Wolf und auch in den Verratsfall Klaus Kuron involviert. Treffs mit ihrem Führungsoffizier fanden unter anderem in Athen und Österreich statt.
Schades Motivation für ihre Verratstätigkeit war ihre Befürchtung, das MfS könne ihr künftige Besuche bei ihren Verwandten in Thüringen, damals Teil der DDR, verwehren.
Die letzten Treffs von Schade mit ihrem Führungsoffizier fanden noch nach dem Mauerfall 1989 statt, wo sie noch Dokumente übergab. Bei einem Treff im Dezember 1989 am Maschsee in Hannover wurde sie abgeschaltet sowie angewiesen, alle Spuren zu verwischen. Insgesamt hatte das Ehepaar Schade 170.000 Deutsche Mark Agentenlohn erhalten.
Am 20. Juni 1990 wurde Irene Schade verhaftet, zehn Tage vor ihrem Eintritt in die Rente. Stattdessen kündigte das Land Niedersachsen ihr Arbeitsverhältnis fristlos. In der Hauptverhandlung beschreibt ein psychiatrischer Gutachter die zierliche Schade als von Kindheit an anpassungswilligen Menschen, übermäßig fügsam, ängstlich und wenig durchsetzungsfähig Der 4. Strafsenat des Oberlandesgerichtes Celle verurteilte die Eheleute am 27. Juli 1994 wegen Landesverrates zu jeweils fünf Jahren Freiheitsstrafe.